# Magyar Néplap
A Magyar Néplap az 1940 őszén betiltott 6 Órai Újság folytatásaként Franyó Zoltán kezdeményezésére 1941. január 15-én indult temesvári napilap. A hét minden napján megjelent, s más dél-erdélyi magyar újság ideiglenes hiánya miatt hamarosan népszerűvé vált és elérte az 50 ezres példányszámot. A lap egy részvénytársaság tulajdona volt, s felelős szerkesztőként Szász István jegyezte. A tényleges főszerkesztői munkát végző Franyó Zoltán mellett Szimonisz Henrik technikai szerkesztő és Bach Gyula „mindenes riporter” dolgozott. Az adott körülmények között a lap politikamentes híradásra szorítkozott, s 1942 augusztusa után megszűnt.